# Pyrrhobryum medium
Pyrrhobryum medium är en bladmossart som beskrevs av Monte Gregg Manuel 1980. Pyrrhobryum medium ingår i släktet Pyrrhobryum och familjen Rhizogoniaceae. Inga underarter finns listade i Catalogue of Life.